# Premio Bram Stoker per il miglior romanzo grafico
Il premio Bram Stoker al romanzo grafico  (Bram Stoker Award for Superior Achievement in horror writing for Graphic novels.) è un premio letterario assegnato dal 2011 dalla Horror Writers Association (HWA) al romanzo grafico dell'orrore «di qualità superiore».

## Albo d'oro
L'anno si riferisce al periodo di pubblicazione preso in considerazione, mentre i premi sono assegnati l'anno successivo.
I vincitori sono indicati in grassetto, a seguire gli altri candidati.
Anni 2011-2019
- 2011: Neonomicon di Alan Moore
  - Anya's Ghost di Vera Brosgol
  - Locke & Key Volume 4: Le Chiavi del Regno di Joe Hill & Gabriel Rodríguez
  - Green River Killer di Jeff Jensen
  - Marvel Universe vs. Wolverine di Jonathan Maberry
  - Baltimore Volume I: The Plague Ships di Mike Mignola e Christopher Golden
- 2012: Witch Hunts: A Graphic History of the Burning Times di Rocky Wood e Lisa Morton
  - The Sixth Gun Volume 3: Bound di Cullen Bunn
  - Rachel Rising Vol. 1: The Shadow of Death di Terry Moore
  - The Tale of Brin and Bent and Minno Marylebone di Ravi Thornton
  - Behind These Eyes di Peter J. Wacks e Guy Anthony De Marco
- 2013: Alabaster: Wolves di Caitlin R. Kiernan
  - Fatale Book Three: West of Hell di Ed Brubaker
  - Witch Doctor, Vol. 2: Mal Practice di Brandon Seifert
  - Sin Titulo di Cameron Stewart
  - Colder di Paul Tobin
- 2014: Bad Blood di Jonathan Maberry & Tyler Crook
  - Fidati è Amore (I Tell You It's Love) di Joe R. Lansdale & Daniele Serra
  - Locke and Key: Vol. 6: Alpha & Omega di Joe Hill & Gabriel Rodríguez
  - Through the Woods di Emily Carroll
  - The Witcher di Paul Tobin
- 2015: Shadow Show: Stories in Celebration of Ray Bradbury di Sam Weller & Mort Castle & Chris Ryall & Carlos Guzman
  - Harrow County, Vol. 1: Countless Haints di Cullen Bunn
  - Hellbound (Dark) di Victor Gischler
  - Outcast, Vol. 1: A Darkness Surrounds Him di Robert Kirkman
  - Wytches, Vol. 1 di Scott Snyder
- 2016: Kolchak the Night Stalker: The Forgotten Lore of Edgar Allan Poe di James Chambers[1]
  - Blood Feud di Cullen Bunn
  - No Mercy, Vol. 2 di Alex de Campi
  - Outcast Vol. 3: This Little Light di Robert Kirkman
  - Wytches, Vol. 1 di Mark Alan Miller e Joe R. Lansdale
  - Providence, Act 1 di Alan Moore
- 2017: Kindred: A Graphic Novel Adaptation di Damian Duffy e Octavia E. Butler
  - Arvind	Darkness Visible di Mike Carey e Ethan David
  - My Favourite Thing is Monsters di Emil Ferris
  - The Black Monday Murders di Jonathan Hickman
  - Monstress, Vol 2: The Blood di Marjorie Liu
- 2018: LaValle’s Destroyer di Victor LaValle e Dietrich Smith e Joana Lafuente[2]
  - Abbott di Saladin Ahmed e Sami Kivela e Jason Wordie
  - Moonshine Vol. 2 Misery Train di Brian Azzarello e Eduardo Risso
  - Bone Parish di Cullen Bunn
  - Monstress Vol 3: Haven di Marjorie Liu e Sana Takeda
- 2019: Neil Gaiman's Snow Glass Apples di Neil Gaiman e Colleen Doran[3]
  - Bone Parish Vol.2 di Cullen Bunn
  - Monstress Vol.4: The Chosen di Marjorie Liu
  - Calcutta Horror di Alessandro Mansetti
  - H.P. Lovecraft's At the Mountains of Madness Volume I di Gou Tanabe